# Eclectofusus dedonderi
Eclectofusus dedonderi là một loài ốc biển, là động vật thân mềm chân bụng sống ở biển trong họ Buccinidae.

## Miêu tả
Chiều dài vỏ khoảng 12 mm.

## Phân bố
Loài sinh vật biển này xuất hiện ngoài khơi Đảo Balicasag, Philippines.